# 12142 Franklow
12142 Franklow este un asteroid din centura principală, descoperit pe 24 septembrie 1960 de Cornelis van Houten și Ingrid van Houten și Tom Gehrels.